# Le Martyre de saint Matthieu
Le Martyre de saint Matthieu (en italien : Martirio di san Matteo) est un tableau de Caravage peint entre 1599 et 1600 pour la chapelle Contarelli de l'église Saint-Louis-des-Français de Rome où il est conservé depuis.

## Historique
Ce tableau est le second d'une commande faite en 1599 au jeune Caravage grâce à l'intervention du puissant cardinal Del Monte, son protecteur, pour décorer la chapelle de l'église Saint-Louis-des-Français d'un cycle de trois peintures sur la vie de saint Matthieu. Il orne la partie latérale de la chapelle.

## Iconographie chrétienne
L'histoire est issue d'une hagiographie de La Légende dorée de Jacques de Voragine, celle concernant Matthieu frappé à mort par un garde à l'issue d'une messe, pour s'être opposé à l'amour de l'usurpateur Hirtacus pour la fille du roi d'Éthiopie.

## Description
Le personnage principal n'est pas l'apôtre martyrisé, Matthieu, mais son bourreau, jeune homme à moitié nu « vision de splendeur physique meurtrière et brutale ». Matthieu est à terre, barbu, vêtu en prêtre, avec sa chasuble. La victime s'écroule, son bourreau l'immobilisant en lui tenant le poignet pour lui donner le coup mortel. L'apôtre, tentant de parer le geste, lève le bras et reçoit la palme du martyre tendue vers sa paume par un ange soutenu par un nuage.
On note l'aspect pathétique caractéristique de l'auteur, visible dans la position du saint, bras tendu vers le ciel, et dans la stupeur terrible des personnages qui l'entourent. Caravage se peint lui-même dans le cercle ("le fuyard" à demi-caché au centre), empreint d'une expression d'amertume.
Le clair-obscur caractéristique de Caravage s'affirme dans le contraste des personnages principaux avec les secondaires et le fond (plus obscurs). Le contraste s'exprime également par l'alliance artistique de la beauté et la mort, qui est aussi une marque de fabrique du Caravage.

## Postérité
La peinture fait partie du musée imaginaire de l'historien français Paul Veyne, qui le décrit dans son ouvrage justement intitulé Mon musée imaginaire.